# Andrzej Neimitz
Andrzej Neimitz (ur. 27 listopada 1947 w Warszawie) – polski inżynier, specjalista w zakresie mechaniki pękania, profesor nauk technicznych, profesor zwyczajny Politechniki Świętokrzyskiej, rektor tej uczelni w latach 1990–1996.

## Życiorys
Absolwent I Liceum Ogólnokształcącego im. Stefana Żeromskiego w Kielcach (1965). W 1971 ukończył studia na Wydziale Metalurgicznym Akademii Górniczo-Hutniczej im. Stanisława Staszica w Krakowie. Stopień naukowy doktora uzyskał w 1976 na Politechnice Świętokrzyskiej, natomiast stopień doktora habilitowanego w 1986 w Instytucie Podstawowych Problemów Techniki PAN. Tytuł naukowy profesora nauk technicznych otrzymał 4 stycznia 1995.
W latach 1971–1972 pracował jako konstruktor w Kieleckich Zakładach Wyrobów Metalowych Polmo-SHL. Od 1972 związany z Politechniką Świętokrzyską, na której doszedł do stanowiska profesora zwyczajnego (1997). W latach 1987–1990 był dziekanem Wydziału Mechanicznego, natomiast w latach 1990–1996 pełnił funkcję rektora PŚk. Na Politechnice Świętokrzyskiej kierował ponadto Katedrą Podstaw Konstrukcji Maszyn.
Specjalizuje się w mechanice ciała stałego oraz mechanice pękania. Wypromował sześciu doktorów nauk technicznych. Opublikował 180 prac naukowych, w tym pięć książek. W latach 1987–2014 był członkiem Komitetu Mechaniki Polskiej Akademii Nauk, w latach 1990–2016 przewodniczył Polskiej Grupie Mechaniki Pękania, a w latach 1990–1993 oddziałowi kieleckiemu Polskiego Towarzystwa Mechaniki Teoretycznej i Stosowanej.
23 października 2017 otrzymał tytuł doktora honoris causa Politechniki Świętokrzyskiej.
W 2002, za wybitne zasługi w pracy naukowej i dydaktycznej, został odznaczony Krzyżem Kawalerskim Orderu Odrodzenia Polski. Otrzymał też Złoty Krzyż Zasługi (1989), Medal Komisji Edukacji Narodowej (2003), Medal im. prof. Stanisława Kocańdy (2010) i Medal Politechniki Świętokrzyskiej (2010).